# Eiji Kawashima
Eiji Kawashima (født 20. marts 1983) er en japansk professionel fodboldspiller, som spiller målmand for den japanske fodboldklub Kawasaki Frontale og det japanske fodboldlandshold. Kawashima har spillet for flere forskellige klubber i sin karriere, herunder Nagoya Grampus Eight og Omiya Ardija.
Han blev desuden udtaget til Japans VM-trup ved VM i fodbold 2010 i Sydafrika, VM 2014 i Brasilien og VM 2018 i Rusland.